# Империјална академија уметности
Империјална академија уметности (скр. ИАУ, рус. Императорская Академия художеств (ИАХ)) у Санкт Петербургу, неформално позната као Санкт Петербургска академија уметности, основана је 1757. године од стране оснивача Империјалног московског универзитета Ивана Шувалова под називом Академија три најплеменитије уметности. Катарина Велика га је преименовала у Империјалну Академију уметности и почела да гради нову зграду, завршену 25 година касније, 1789. године поред Неве. Академија је промовисала неокласични стил и технику и послала своје перспективне студенте у европске престонице на даље учење. Обука на академији била је практично потребна за уметнике како би имали приступ даљем школовању и бољој каријери.
Формално је укинута 1918. године након руске револуције и тада је академија неколико пута преименована. Успоставила је бесплатну школарину; ученици из целе земље су се жестоко такмичили за неколико места на буџету годишње. Године 1947, национална установа је пресељена у Москву, а велики део њене уметничке збирке премештен је у Ермитаж. Зграда у Лењинграду била је посвећена Лењинградском институту за сликарство, скулптуру и архитектуру Иље Рјепина, названом у част једног од најистакнутијих руских реалиста. Од 1991. године назива се Санкт Петербургски институт за сликарство, скулптуру и архитектуру.

## Империјална Русија
Академија се налазила у Шувалов палати у улици Садова. Године 1764, Катарина Велика је преименовала палату у Империјалну Академију уметности и наручила свог првог ректора, Александра Кокоринова, да осмисли нову зграду. Требало је 25 година да се заврши неокласична грађевина, која је отворена 1789. године. Константин Тон је био одговоран за раскошну декорацију ентеријера. Пред зградом је пројектовао и пристаниште, са степеницама до Неве, и украсио га са две сфинге старе 3000 година, које су транспортоване из Египта.
Иван Бетској је реорганизовао академију у владино одељење; надзирао је питања која се тичу уметности у целој земљи, расподељивао наруџбине и додељивао чинове уметницима. Академија је енергично промовисала принципе неокласицизма слањем најзначајнијих руских сликара у иностранство, како би сазнали древне и ренесансне стилове Италије и Француске. Имала је и своју велику колекцију уметничких радова намењених учењу и копирању истих.
Средином 19. века, академизам особља за обуку, под великим утицајем доктрина Доминикеа Ингреса, био је изазван од стране млађе генерације руских уметника који су потврдили своју слободу сликања у реалистичном стилу. Присталице овог покрета постале су познате као передвижници. Вођени Иваном Крамскојем, они су јавно прекинули сарадњу са Академијом и организовали сопствене изложбе, које су путовале од града до града широм Русије. Иља Рјепин, Михаил Врубел и неки други сликари су и после тога сматрали да је обука академије неопходна за развој основних професионалних и техничких вештина.

### Виша школа уметности
Године 1893. Империјална академија уметности подељена је на саму Академију уметности, која је била задужена за сав уметнички рад у Руском царству, и Вишу уметничку школу Академије уметности, која се бавила само академским пословима. Иницијатор реформе био је потпредседник Академије, гроф Иван Иванович Толстој.
Повеља, одобрена крајем 1893. године, поделила је бившу академију у две институције:
- Сама академија (Академска «Скупштина» коју чине председник, потпредседник, секретар конференције, 60 редовних чланова и 20 почасних чланова Академије), државна институција «за одржавање, развој и ширење уметности у Русији».
- Образовна установа - Виша уметничка школа на Академији којом руководи «Веће професора» с ректором на челу.

Обе институције биле су смештене у Санкт Петербургу у згради Академије уметности.
Уместо старих професора, передвижници уметници су били позвани на наставничке позиције у Вишој уметничкој школи. Студијски програм на Вишој школи се значајно променио: основан је институт професора и успостављене су слободне теме за такмичарске тестове. На Академију су дошли нови професори, међу којима се истиче Иља Рјепин. Славне уметнике су звали професори како би држали радионице: Владимир Маковски, Иван Шишкин, Аркхип Куинџи, Алексеј Кившенко. Касније су дошли: Александар Кисељов, Дмитриј Кардовски, Николај Дубовски, Николај Самокиш, Василиј Мате.

## Такмичења
Велика златна медаља, која се додељивала страном држављанину, додељивана је на такмичењу на којем је најталентованијим дипломцима Академије било дозвољено да заврше студије. Додељиване су мале златне медаље Академије «За успех у цртању». Дипломирани студенти који су добили велику златну медаљу остали су на Академији уметности још једну годину; они су добили посебну радионицу, материјале за рад и издашну новчану надокнаду. Они који су примљени на конкурс били су обавезни да заврше програм, да нацртају слику по програму (креативни задатак), који је пре тога био одобрен од стране Савета Академије уметности. Задатак, најчешће на историјску тему, направљен је тако да је учесник показао све професионалне вештине и знања које је савладао током студија.

## Совјетски Савез
Након руске револуције 1917. године, Империјална академија је прошла кроз низ трансформација. Формално је укинута 1918. године, а на њеном месту је настао Петроградски слободни уметнички образовни студио (Пегоскума); То је преименовано у Петроград Свомас 1919. године, у Петроградски државни уметничко-образовни студио реконструисане Академије уметности 1921, Вхутемас 1928, Институт пролетерске уметности 1930, Руска академија уметности 1933. и Академије уметности Совјетског Савеза 1947. године. После премештања Академије у Москву те године, зграда у тадашњем Лењинграду је преименована у Иља Рјепин Лењинградски институт за сликарство, скулптуру и архитектуру.
Национална академија је остала у Москви. Године 1991, преименована је у Руску академију уметности. Збирка уметничких дела старе академије, која је укључивала главне радове Пусена, Давида и Ингреса, пребачена је у Ермитаж.
Током совјетске ере, академије су биле ослобођене плаћања школарине јер су биле финансиране од стране владе, али је пријем био веома конкурентан. Многи потенцијални студенти би се безуспешно пријављивали на Академији чак шест или седам година заредом. Са само двадесет места на располагању и хиљадама кандидата, упис је био скоро па немогућ.

## Садашњица
Седиште Руске академије уметности је у Москви од 1947. године. Његов садашњи председник је Зураб Церетели, а његов потпредседник је Таир Салахов.
Историјска зграда на Неви у Санкт Петербургу користи се за Рјепин институт за уметност (на руском: «Институт имени Репина»), пуно име: Иља Репин, Санкт Петербург, Државни академски институт за сликарство, скулптуру и архитектуру, у част једног од својих познатих алумнија. Такође се назива и државном академијом за ликовну уметност, скулптуру и архитектуру.

## Апсолвенти
- Категорија:Апсолвенти Империјалне академије уметности
- Категорија:Апсолвенти Више школе уметности